# Ciara Bravo
Ciara Quinn Bravo (ur. 18 marca 1997 w Alexandrii) – amerykańska aktorka. Karierę rozpoczęła jako aktorka dziecięca występując w roli Katie Knight w serialu Big Time Rush. Zagrała jedną z głównych ról w filmie Cherry: Niewinność utracona (2021).

## Przebieg kariery
Kariera Bravo zaczęła się gdy miała 9 lat po tym, gdy pojawiła się na evencie „Mike Beaty Model and Talent Expo” w Dallas w Teksasie i zauważyli ją dwa agenci. Dzięki temu podkładała głos m.in. w kilku produkcjach szkoły Disneya (Playhouse Disney, Disney Junior (Polska)), pojawiła się w teledysku Willow Smith "Knees and Elbows" czy wystąpiła w kilku reklamach. W 2008 roku brała udział w castingach, wystąpiła w paru lokalnych reklamach dla publicznego akwarium Newport Aquarium w Newport i pojawiła się, nieuwzględniona w napisach końcowych, przez chwilę na ekranie jako włoska dziewczynka w filmie Anioły i demony (2009).
Jej poważniejszy debiut telewizyjny przypadł w serialu Big Time Rush (2009-13) zaś filmowy w filmie Cherry: Niewinność utracona (2021).

## Życie osobiste
Bravo urodziła się, dorastała i mieszka w Alexandrii w stanie Kentucky wraz z rodziną.

## Wybrana filmografia
| Rok     | Tytuł                               | Rola                             | Uwagi                |
| ------- | ----------------------------------- | -------------------------------- | -------------------- |
| 2008    | Can You Teach My Alligator Manners? | Różne głosy                      | serial TV, 2 odc.    |
| 2009    | Anioły i Demony                     | włoska dziewczyna przy fontannie | niewymieniona        |
| 2009    | The Cafeteria                       | Caroline                         | film krótkometr.     |
| 2009    | Washed Up                           | Sarah                            | film krótkometr.     |
| 2009-13 | Big Time Rush                       | Katie Knight                     | serial TV, gł. rola  |
| 2010    | Sezon na misia 3                    | (głos) Giselita                  | film direct-to-video |
| 2011    | Ice Age: A Mammoth Christmas        | (głos) Brzoskwinka               | film direct-to-video |
| 2012    | Big Time Rush w akcji               | Katie Knight                     | film TV              |
| 2013    | Szwindel                            | Melissa Bing                     | film tel.            |
| 2013    | Pechowcy                            | Meg Murphy                       | film TV              |
| 2014-15 | Bractwo czerwonej opaski            | Emma Chota                       | serial TV, gł. rola  |
| 2015    | Nawiedzeni                          | Nastolatka z Francji             |                      |
| 2016    | Sąsiedzi 2                          | Sorority Girl                    |                      |
| 2016    | Drugie życie                        | Gracie Pritchard                 | serial TV, gł. rola  |
| 2017    | Agenci T.A.R.C.Z.Y.                 | Abby                             | serial tel., 1 odc.  |
| 2017    | Aż do kości                         | Tracy                            |                      |
| 2018    | Długa głupia podróż                 | Ashly Richards                   |                      |
| 2019    | Wayne                               | Delilah "Del" Luccetti           | serial TV, gł. rola  |
| 2021    | Cherry: Niewinność utracona         | Emily                            |                      |